# درن (جراحی)

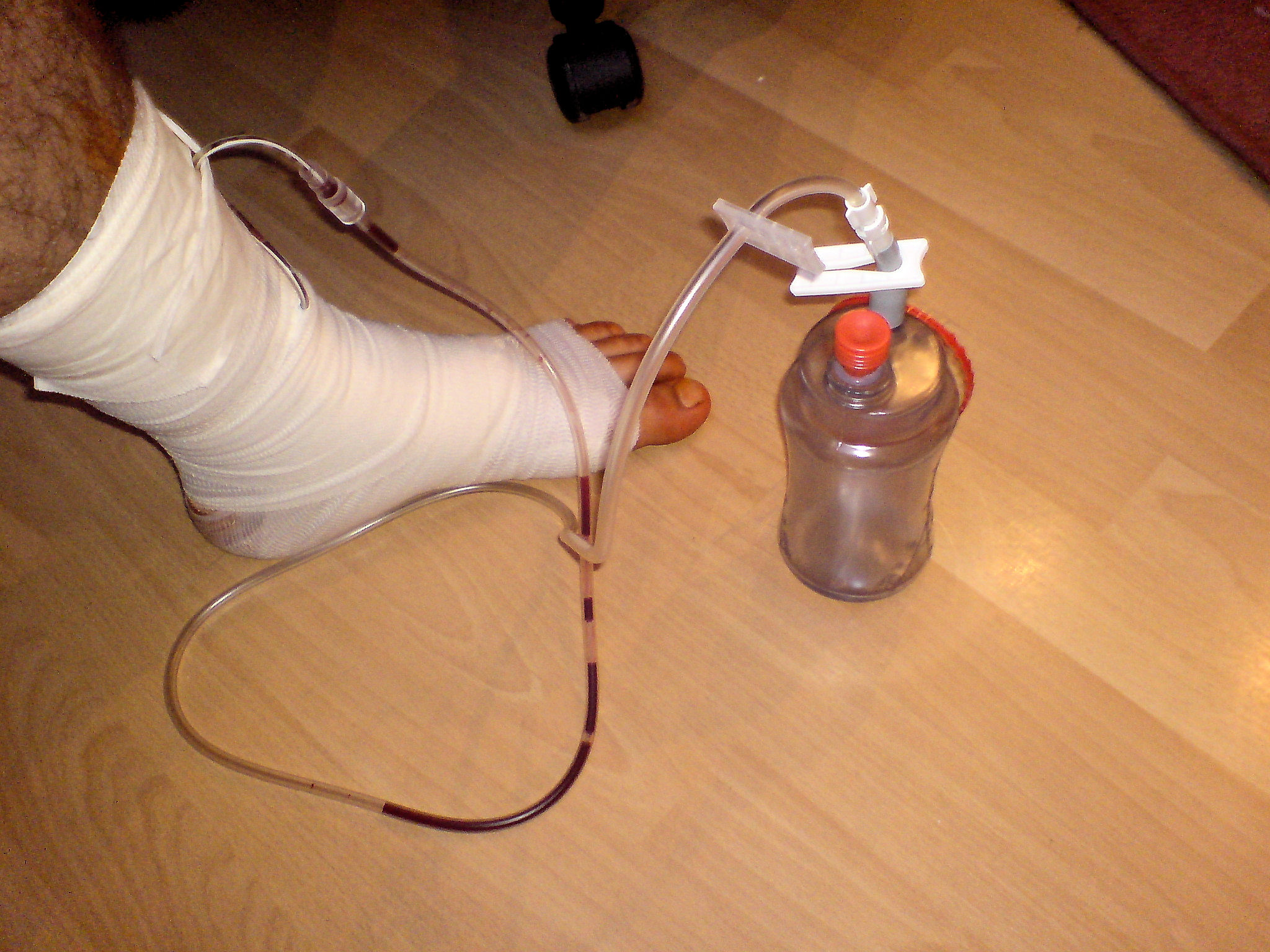
درن گذاری جهت تخلیه خونابه پس از انجام عمل جراحی (درن با سیستم بسته)

درن (به انگلیسی: Drain) وسیله‌ای متنوع جهت تخلیه ترشحات در انواع جراحی بوده و اساس کارش بمانند دستگاه ساکشن است.

## مزایا
- جلوگیری از تجمع ترشحات (خونابه، چرک و سایر عوامل مؤثر در عفونت)
- جلوگیری از به‌وجود آمدن حفره هوایی (وجود فضای مرده)
- جهت نمونه‌گیری از ترشحات

## انواع درن
1. درن با سیستم تخلیه‌ای بسته
2. درن با سیستم تخلیه‌ای باز

## درن باسیستم بسته
در این روش، منبع جمع‌آوری ترشحات به مکان اصلی (بافت) متصل بوده و می‌توان میزان ترشحات را اندازه‌گیری کرد. به‌دلیل بسته بودن سیستم، مسیر انتقال ترشحات از بافت به منبع، سترون می‌باشد و این موضوع باعث کاهش عفونت‌زایی خواهد شد.
- هموواگ
- لوله T

## درن باسیستم باز
در این روش درن با پانسمان و گاز در تماس می‌باشد، درنتیحه احتمال ایجاد عفونت در آن به مقدار زیادی بالا خواهد بود.
- درن پن‌رز
- درن شیار